# Société asiatique
Pour les articles homonymes, voir Société asiatique.
Cet article possède un paronyme, voir Asiatic Society.
La Société asiatique est une société savante fondée en 1822, dont l'objet est de promouvoir les langues orientales, publier les travaux et rapports des orientalistes et rassembler la communauté scientifique francophone autour de conférences mensuelles.

## Historique
« La Société Asiatique a été fondée en 1822 dans le mouvement d’enthousiasme suscité par les premières conquêtes de l’orientalisme scientifique : déchiffrement d’écritures, résurrection de monuments, comparaison des langues. »

Sa création fut confirmée par ordonnance royale le 15 avril 1829. La première présidence fut assurée par Antoine-Isaac Silvestre de Sacy, avec Abel Rémusat comme secrétaire. Parmi les premiers membres, figurent Jean-François Champollion et Eugène Burnouf.

« Elle a traversé les XIXe et XXe siècles en assurant sa mission :
- le développement et la diffusion des connaissances sur l’aire immense allant du Maghreb à l’Extrême-Orient ;
- une approche scientifique et multidisciplinaire des cultures orales et écrites des sociétés concernées. »

Devenue association loi de 1901 en 1910, elle a renouvelé ses statuts en 1965. Par ses activités et son histoire, elle entretient des liens étroits avec des institutions prestigieuses : notamment l'École nationale des langues orientales vivantes (où elle a eu son siège de 1924 à 1972), l'Académie des inscriptions et belles-lettres et le Collège de France.
La Société asiatique rassemble actuellement plus de 500 membres en France et dans le monde. Son organe, le Journal asiatique, est publié sans interruption depuis 1822. La diversification progressive des études, leur développement par la spécialisation toujours plus étroite, renforcent le rôle d’organisme fédérateur des spécialistes d’études orientales qu’elle assume depuis près de deux siècles. Elle possède en outre des collections patrimoniales de premier ordre dans le domaine de l'orientalisme : imprimés, manuscrits orientaux et archives scientifiques, conservés dans sa bibliothèque (52, rue du Cardinal-Lemoine - Paris Ve).

## Présidents
| Portrait                                                             | Identité                                       | Période | Période | Durée  |
| Portrait                                                             | Identité                                       | Début   | Fin     | Durée  |
| -------------------------------------------------------------------- | ---------------------------------------------- | ------- | ------- | ------ |
| Antoine-Isaac Silvestre de Sacy                                      | Antoine-Isaac Silvestre de Sacy (1758 - 1838)  | 1822    | 1829    | 7 ans  |
| Jean-Pierre Abel-Rémusat                                             | Jean-Pierre Abel-Rémusat (1788 - 1832)         | 1829    | 1832    | 3 ans  |
| Antoine-Isaac Silvestre de Sacy                                      | Antoine-Isaac Silvestre de Sacy (1758 - 1838)  | 1832    | 1834    | 2 ans  |
| Pierre Amédée Jaubert                                                | Pierre Amédée Jaubert (1779 - 1847)            | 1834    | 1847    | 13 ans |
| Joseph Toussaint Reinaud                                             | Joseph Toussaint Reinaud (1795 - 1867)         | 1847    | 1867    | 20 ans |
| Lithographie de Lafosse (1867)                                       | Jules Mohl (1800 - 1876)                       | 1867    | 1876    | 9 ans  |
| Joseph Héliodore Garcin de Tassy                                     | Joseph Héliodore Garcin de Tassy (1794 - 1878) | 1876    | 1878    | 2 ans  |
| Adolphe Régnier, 1866.                                               | Adolphe Régnier (1804 - 1884)                  | 1878    | 1884    | 6 ans  |
| Ernest Renan dans les années 1870, photographie d'Adam-Salomon.      | Ernest Renan (1823 - 1892)                     | 1884    | 1892    | 8 ans  |
| Charles Barbier de Meynard                                           | Charles Barbier de Meynard (1826 - 1908)       | 1892    | 1908    | 16 ans |
| Émile Senart                                                         | Émile Senart (1847 - 1928)                     | 1908    | 1928    | 20 ans |
| Sylvain Lévi                                                         | Sylvain Lévi (1863 - 1935)                     | 1928    | 1935    | 7 ans  |
| Paul Pelliot                                                         | Paul Pelliot (1878 - 1945)                     | 1935    | 1945    | 10 ans |
| Jacques Bacot                                                        | Jacques Bacot (1877 - 1965)                    | 1946    | 1951    | 5 ans  |
| Charles Virolleaud                                                   | Charles Virolleaud (1879 - 1968)               | 1952    | 1964    | 12 ans |
| George Cœdès                                                         | George Cœdès (1886 - 1969)                     | 1964    | 1969    | 5 ans  |
| Pas de portrait sous licence libre disponible pour René Labat.       | René Labat (1904 - 1974)                       | 1969    | 1974    | 5 ans  |
| Claude Cahen                                                         | Claude Cahen (1909 - 1991)                     | 1974    | 1986    | 12 ans |
| Pas de portrait sous licence libre disponible pour André Caquot.     | André Caquot (1923 - 2004)                     | 1987    | 1996    | 9 ans  |
| Pas de portrait sous licence libre disponible pour Daniel Gimaret.   | Daniel Gimaret (d) (né en 1933)                | 1996    | 2002    | 6 ans  |
| Jean-Pierre Mahé en septembre 2019                                   | Jean-Pierre Mahé (né en 1944)                  | 2002    | 2019    | 17 ans |
| Pas de portrait sous licence libre disponible pour François Déroche. | François Déroche (né en 1952)                  | 2019    |         |        |

## Quelques membres
- Antoine-Isaac Silvestre de Sacy
- Jean-Pierre Abel-Rémusat
- Eugène Burnouf
- Théodore Pavie
- Charles de Lasteyrie du Saillant
- Antoine-Jean Saint-Martin
- Antoine Bazin
- Jean-François Champollion
- René Labat
- Jules Mohl
- Ernest Renan
- Charles Barbier de Meynard
- Gaston Maspero
- Émile Senart
- Louis Finot
- Louis Marcel Devic
- Sylvain Lévi
- Paul Pelliot
- Jean Filliozat
- Jacques Bacot
- Charles Virolleaud
- Jean Leclant
- Édouard Chavannes
- Jean-Pierre Mahé
- Jean Berlie (en)
- Joseph Toussaint Reinaud
- Louis-Charles-Joseph de Manne
- Antoine Bruguière de Sorsum
- Pierre Marsone
- André Caquot
- Paul Garelli
- Jean-Daniel Kieffer
- Charles-Hippolyte de Paravey
- Charles-Eugène Ujfalvy de Mezőkövesd
- Eugène Scheer
- Gabriel Ferrand
- Pacifique-Henri Delaporte
- Jean-François Jarrige
- Jean Louis Martin Castagne
- Nassif Mallouf